# ژوسلین کیورین
ژوسلین کیورین (به انگلیسی: Jocelyn Quivrin) (زاده ۱۴ فوریه ۱۹۷۹-درگذشته ۱۵ نوامبر ۲۰۰۹) بازیگر فرانسوی بود.
او در فیلم‌های خندیدن با صدای بلند و کلمن بازی کرده‌است.